# Hüsker Dü
Hüsker Dü fue un grupo estadounidense de rock formado en Saint Paul, Minesota en 1979. Los miembros continuos de la banda fueron el guitarrista y vocalista Bob Mould, el bajista y vocalista Greg Norton y el baterista y vocalista Grant Hart. En sus primeros años ganaron notoriedad como banda de hardcore punk, pero no tardaron en convertirse en uno de los grupos fundamentales que dieron forma a lo que se acabó llamando rock alternativo. Mould y Hart fueron los principales compositores de la banda, con las voces más agudas de Hart y el barítono de Mould tomando la iniciativa en canciones alternas.
La banda lanzó su primer álbum Everything Falls Apart en Reflex Records en 1983 y posteriormente lanzó tres LP y un EP en el sello independiente SST Records, incluyendo el aclamado Zen Arcade en 1984. Su disco New Day Rising (1985) fue listado dentro de los "500 mejores álbumes de la historia", por la revista Rolling Stone, en el puesto 495. Hüsker Dü firmó con Warner Records en 1986 para lanzar sus dos últimos álbumes de estudio. El libro 1001 Discos que Hay que Escuchar Antes de Morir incluyó el último Warehouse, Songs and Stories (1987). Se disolvieron en enero de 1988. Mould más tarde lanzó dos álbumes en solitario antes de formar Sugar a principios de la década de 1990, mientras que Hart lanzó un álbum en solitario en SST y luego formó Nova Mob.
Después de que sus bandas se separaron a mediados de la década de 1990, Mould y Hart continuaron trabajando en solitario, este último hasta su muerte en 2017. Norton estuvo menos activo musicalmente después de Hüsker Dü y se centró en ser restaurantero. Regresó a la industria discográfica en 2006.

## Características

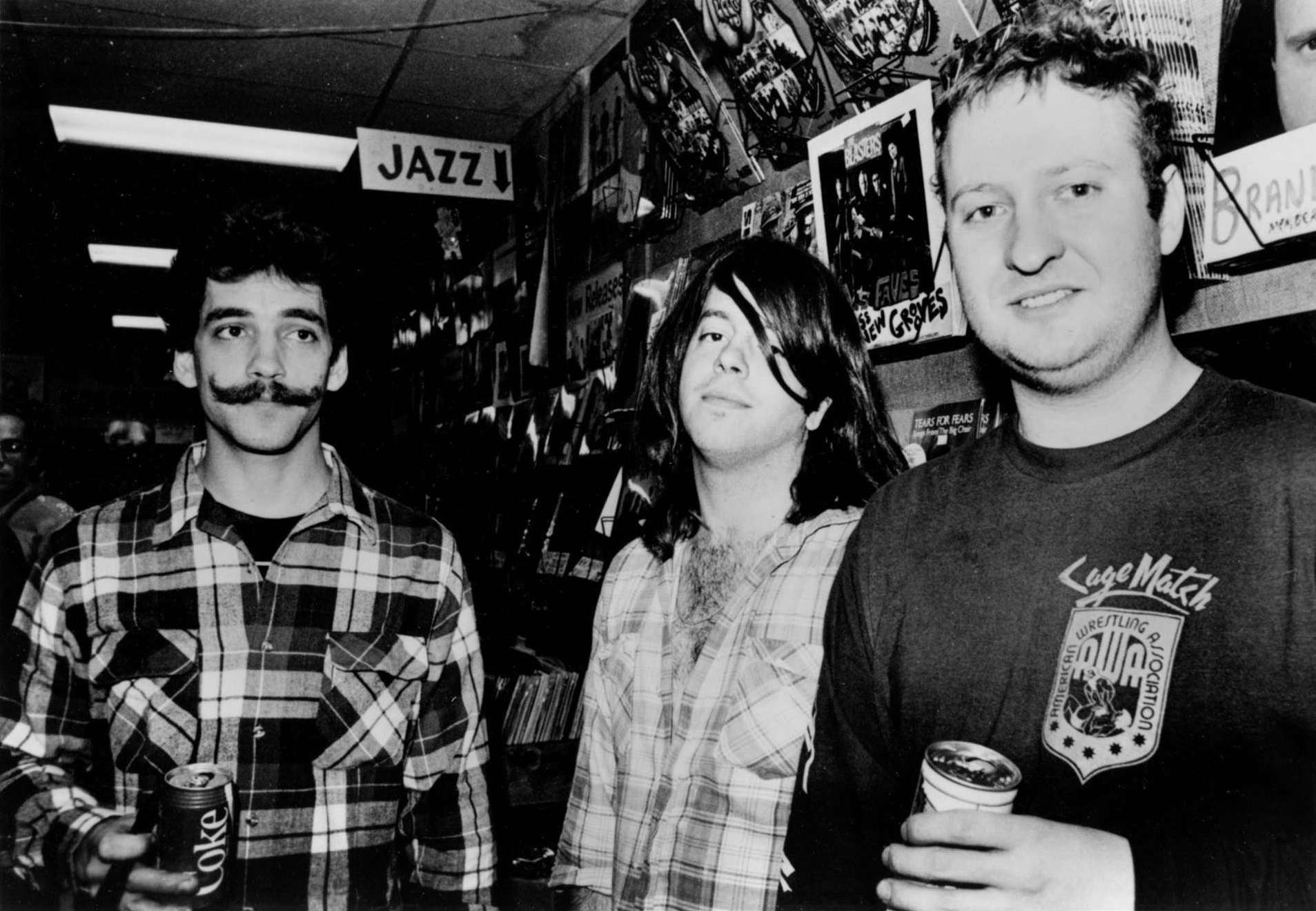
Hüsker Dü en una foto publicitaria de 1985 para New Day Rising

### Nombre
El grupo nació en Saint Paul (Minnesota) en 1979. Lo formaron el guitarrista Bob Mould, el bajista Greg Norton y el batería Grant Hart. El nombre de la banda Husker du quiere decir «¿te acuerdas?» en noruego. El nombre proviene de un juego de mesa del mismo nombre donde los niños se podían burlar de sus mayores. Los integrantes añadieron las diéresis para darle un toque más misterioso, quedando finalmente «Hüsker Dü».

### Trayectoria
Mould y Hart se repartían a partes iguales las tareas de escribir los temas y cantar. Aunque nunca fueron ampliamente populares, tuvieron un enorme impacto, mucho mayor de lo que sus modestas ventas pudieran indicar. Después de una serie de discos relativamente exitosos, como Zen Arcade (1984) o New Day Rising (1985), saltaron de la discográfica independiente SST Records a Warner Bros. Records, convirtiéndose así en una de las primeras bandas "underground" que dio el salto a una gran multinacional (junto con sus vecinos y colegas de Mineápolis, The Replacements).
En 1988 se separaron por problemas internos, sin haber llegado a alcanzar el éxito comercial masivo. Mould formó Sugar a comienzos de los años 1990; Hart formó Nova Mob, donde sustituyó la batería por la guitarra; Norton ha estado más ocioso desde entonces en lo que a música se refiere. El 14 de septiembre de 2017 Grant Hart, batería y fundador del grupo, fallece a los 54 años a causa de cáncer.

### Estilo

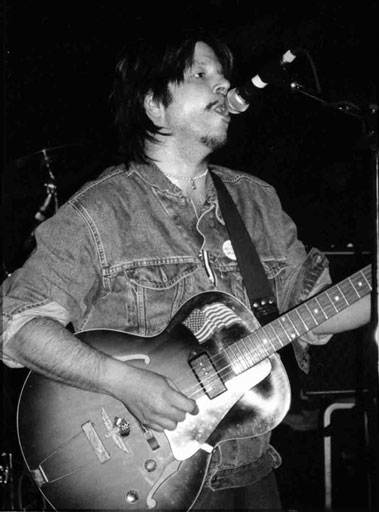
Grant Hart, exbatería de Hüsker Dü, en 2005.

Al principio Hüsker Dü ganaron notoriedad como banda hardcore punk con unos riffs abruptos y voces desgarradas. Poco a poco abandonaron este sonido inicial y empezaron incluir melodías pop y pequeños matices innovadores en el campo del hardcore (como riffs basados en arpegios o algún que otro teclado). Incluso llegaron a grabar canciones instrumentales de corte psicodélico, en las que hacían extenso uso de los "tape loops" y el "reverb" (por ejemplo, en «Reoccurring Dreams», de Zen Arcade). Esto seguramente fue fruto de su admiración por The Byrds y The Beatles, a los que versionaron en sendos singles.
Las letras también evolucionaron de forma significativa. Ampliaron su espectro para incluir, aparte de los estereotipos del hardcore (temas sociopolíticos, angustia post-adolescente, violencia y brutalidad), composiciones más abstractas y poéticas, a veces de contenido metafísico o romántico.
Durante un tiempo combinaron a la perfección este nuevo sonido con su ideario hardcore punk, sin sacrificar sus reivindicaciones políticas ni la tremenda distorsión de las guitarras de Mould o los frenéticos ritmos de Hart y Norton. Un claro ejemplo de esta etapa es el doble LP Zen Arcade, de 1984. En él, Mould y Hart alternan las estrofas relativamente melódicas con estribillos llenos de furia y rabia. Esta dinámica de "loud quiet loud" (ruidoso tranquilo ruidoso) sería uno de los ingredientes fundamentales del rock alternativo y del grunge en la década de los 1990.
Al dar el salto a una discográfica multinacional, tras Flip Your Wig (1985), su sonido cobró un corte más cercano al pop y la velocidad de las canciones disminuyó notablemente, aunque la electricidad, los ritmos trabajados y la exploración de nuevas vías sonoras siguieron estando muy presentes hasta la disolución del grupo.

## Legado
Hüsker Dü es considerada como una de las bandas clave que emergieron de la escena indie estadounidense de los años ochenta. El periodista musical Michael Azerrad afirmó en su libro de 2001 Our Band Could Be Your Life que Hüsker Dü era el vínculo clave entre el hardcore punk y la música más melódica y diversa del rock universitario que surgió en esa década. Azerrad escribió: "Hüsker Dü jugó un papel muy importante para convencer al underground de que la melodía y el punk rock no eran antitéticos". La banda también fue una de las primeras de la escena indie estadounidense en firmar con un sello discográfico importante, lo que ayudó a establecer el rock universitario como "una empresa comercial viable".
A pesar de su discreto éxito comercial, Hüsker Dü influyeron a varios grupos de post-hardcore, indie rock, pop punk, rock alternativo, noise pop e incluso heavy metal desde mediados de los 1980 hasta finales de los 1990, como Pixies, Nirvana, Green Day, Jawbreaker, Soul Asylum, Dinosaur Jr., Metallica, Superchunk, The Posies, Smashing Pumpkins o Foo Fighters. El bajista de Nirvana, Krist Novoselic, dijo que el estilo musical de Nirvana "no es nada nuevo; Hüsker Dü lo hizo antes que nosotros". Kim Deal se unió a Pixies en respuesta a un anuncio clasificado colocado por Black Francis que buscaba una bajista a la que le gustaran tanto Peter, Paul and Mary como Hüsker Dü.
Hüsker Dü fue decorado con una estrella en el mural exterior del club nocturno First Avenue de Mineápolis; Mould y Hart también han recibido estrellas por su trabajo en solitario, lo que convierte a la banda en una de las pocas representadas varias veces en el mural. Las estrellas reconocen a los artistas que han tocado espectáculos con entradas agotadas o que han demostrado una contribución importante a la cultura en el lugar.

## Miembros
- Grant Hart – voces, coros, batería, percusión, teclados, vibráfono, flauta de émbolo
- Bob Mould – voces, coros, guitarras, bajo, piano, teclados, percusión
- Greg Norton – bajo, coros

## Discografía

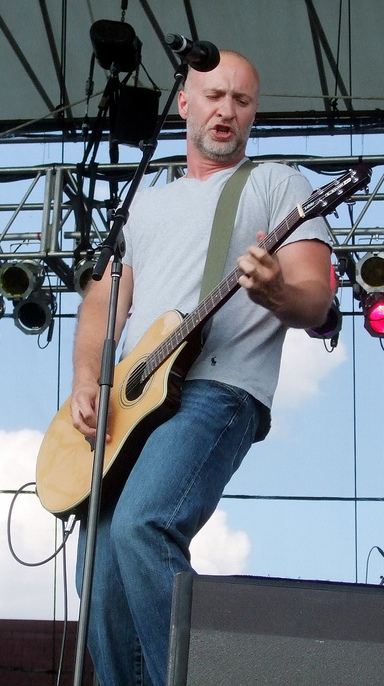
Bob Mould en 2007.

### Álbumes
- Land Speed Record (New Alliance Records, NAR 007, 17/1/82, grabado en directo en agosto de 1981; edición europea: Alternative Tentacles, VIRUS 25, 1982; reedición: SST 195, 1988).
- Everything Falls Apart (Reflex, 1/83; grabado en julio de 1982).
- Zen Arcade, doble LP (SST Records, SST 027, 7/84; grabado en octubre de 1983)
- New Day Rising (SST Records, SST 031, 1/85, grabado en julio de 1984).
- Flip Your Wig (SST Records, SST 055, 9/85, grabado en mayo de 1985)
- Candy Apple Grey (WEA, 3/86). #140 en las listas Pop de EE. UU.
- Warehouse: Songs and Stories (WEA, 1/87). #117 en las listas Pop de EE. UU.; UK #72

### EP y sencillos
- 7” Statues / Amusement (doble cara A, Reflex, 1/81, grabado en 10/80).
- EP In a Free Land (New Alliance Records, NAR 010, 25/6/82; grabado en 2/82).
- 12” EP Metal Circus (SST 020 / Reflex G, 10/83; grabado en enero de 1983, 7 temas).
- 7” «Eight Miles High» / «Masochism World (live)» (SST 025, 4/84).
- «Celebrated Summer» (1984)
- «Makes No Sense At All» / «Love Is All Around» (SST 051, 1985)
- «Sorry Somehow», doble sencillo, WEA 1986.
- «Don't Want to Know If You Are Lonely» / «Helter Skelter» (live) (WEA, 1986)
- «Could You Be the One?» (WEA 12/86)
- «She's a Woman (and Now He Is a Man)». 1987
- «Ice Cold Ice» 1987
- «Eight Miles High» / «Makes No Sense At All». 1990

### Apariciones en recopilaciones de varios artistas
- «Bricklayer» en la casete Charred Remains (Noise - Version Sound, 1981)
- «Target (early version) en la casete Barefoot & Pregnant (Reflex B, finales de 1982).
- «Real World» en el LP Blasting Concept (SST 013, 1983).
- «It's Not Fair» en la casete Kitten (Reflex C, 1983).
- «Ticket To Ride» (versión de The Beatles) en el EP N.M.E.’S Big Four (NME Free, giv 3, 2/86).
- «Erase Today» en el LP Blasting Concept Vol. 2 (SST 043, 1986).